# Братское кладбище Северо-Западной армии (Нарва)
Братское кладбище Северо-Западной армии — кладбище воинов Северо-Западной армии в Нарве, Эстония. Является военным мемориалом, который исторически связан как с Эстонской освободительной войной, так и с борьбой Белого движения в гражданской войне на северо-западе России против большевиков в 1918—1919 годах. Одно из самых известных мест погребения в Нарве. Находится в северной части города, на улице Йыэсуу в районе Сийвертси, является частью кладбища Сийвертси и частью Военно-Покровского кладбища.

## История кладбища
Кладбища в районе Сийвертси начали формироваться уже в XVII веке. После указа Сената Российской империи о запрещении хоронить в церквях и вблизи них (1772 г.), кладбища, находившиеся в черте города Нарвы, были закрыты. Основными городскими кладбищами стали для православных кладбища в Ивангороде; для лютеран — в Сийвертси.
Во второй половине XIX века в Нарве появилось несколько новых приходов: Александровской лютеранской церкви, Петровской лютеранской церкви (не сохранилась) и Воскресенской православной церкви. Каждому приходу были выделены отдельные участки на кладбище Сийвертси. Свой участок также имела «Кренгольмская мануфактура».
В 1887 году в северо-западной части кладбища был выделен участок для захоронения военнослужащих 92-го пехотного Печорского полка. В 1919 году, приказом по Северо-Западной армии (СЗА), данный участок определялся как место погребения военнослужащих СЗА, погибших в боях, от эпидемии тифа и других болезней в период 1919—1920 годов. Оба кладбища вместе носят неофициальное название Русское военное кладбище, а также Покровское военное кладбище.

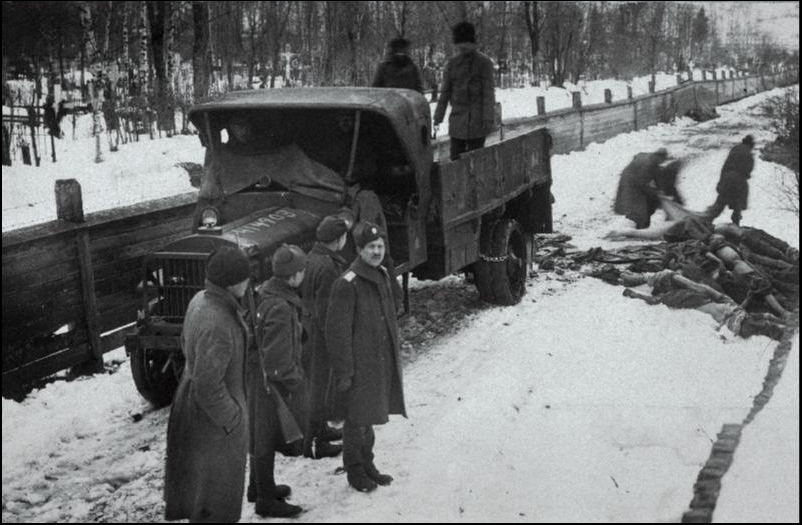
Выгрузка из грузовика тел умерших от тифа солдат СЗА на Сийвертском кладбище, январь 1920 года

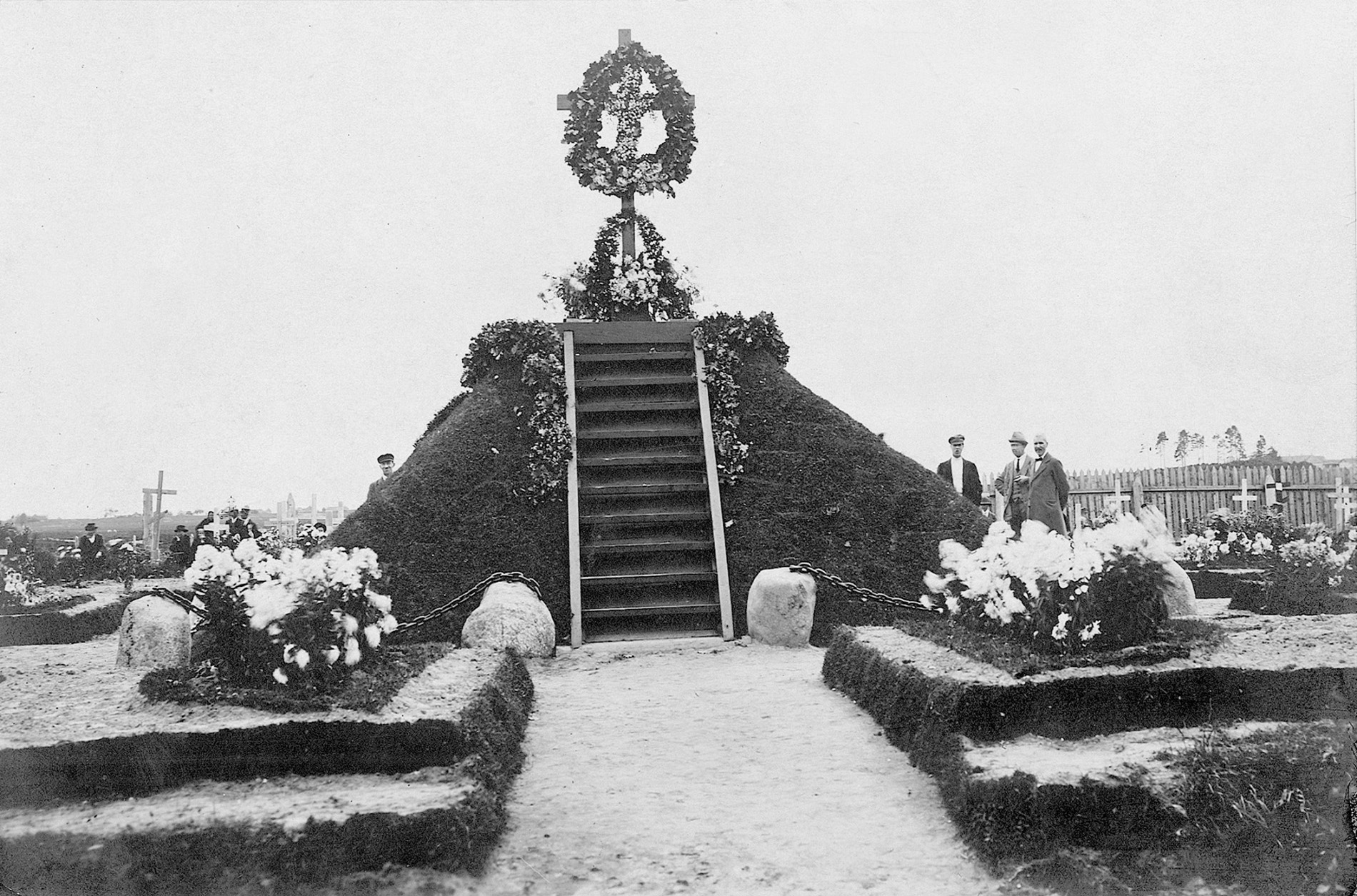
Курган на братской могиле СЗА. Сийвертское кладбище, 1920—1940 гг.

В 1927 году кладбищенский комплекс Сийвертси насчитывал 18 кладбищ (у некоторых приходов было несколько кладбищ).
В 1920-е годы на месте братского захоронения СЗА был воздвигнут курган, в 1921 году открыт памятник. В годы Второй мировой войны они были разрушены. Памятник восстановлен в 1990-е годы по инициативе мэра Нарвы Райво Мурда.
Исторические кладбища Сийвертси были в значительной мере разрушены в ходе боев 1944 года.
В конце 1990-х годов начались работы по благоустройству кладбища Сийвертси, инициированные несколькими общественными организациями Эстонии, в рамках которых также наводились справки о захороненных на нём людях. Восстановлением кладбища СЗА и 92-го Печорского полка (т. н. Покровское военное кладбище) в 2002—2014 годах занимались некоммерческая организация «Эстонский военный мемориал» («MTÜ Eesti sõjamemoriaal»), жители и православные священники Нарвы.

## Захоронения в братской могиле
Территория, на котором располагается военное кладбище, составляет 1214 м². Является собственностью города Нарвы.
По разным данным, в братской могиле похоронено от 1600 до 3000 военнослужащих следующих частей Северо-Западной армии:
- Ливенской (5-й) дивизии;
- 21-го Псковского полка;
- 1-го Армейского госпиталя;
- 5-го Островского полка;
- Красногорского полка;
- Танкового ударного батальона;

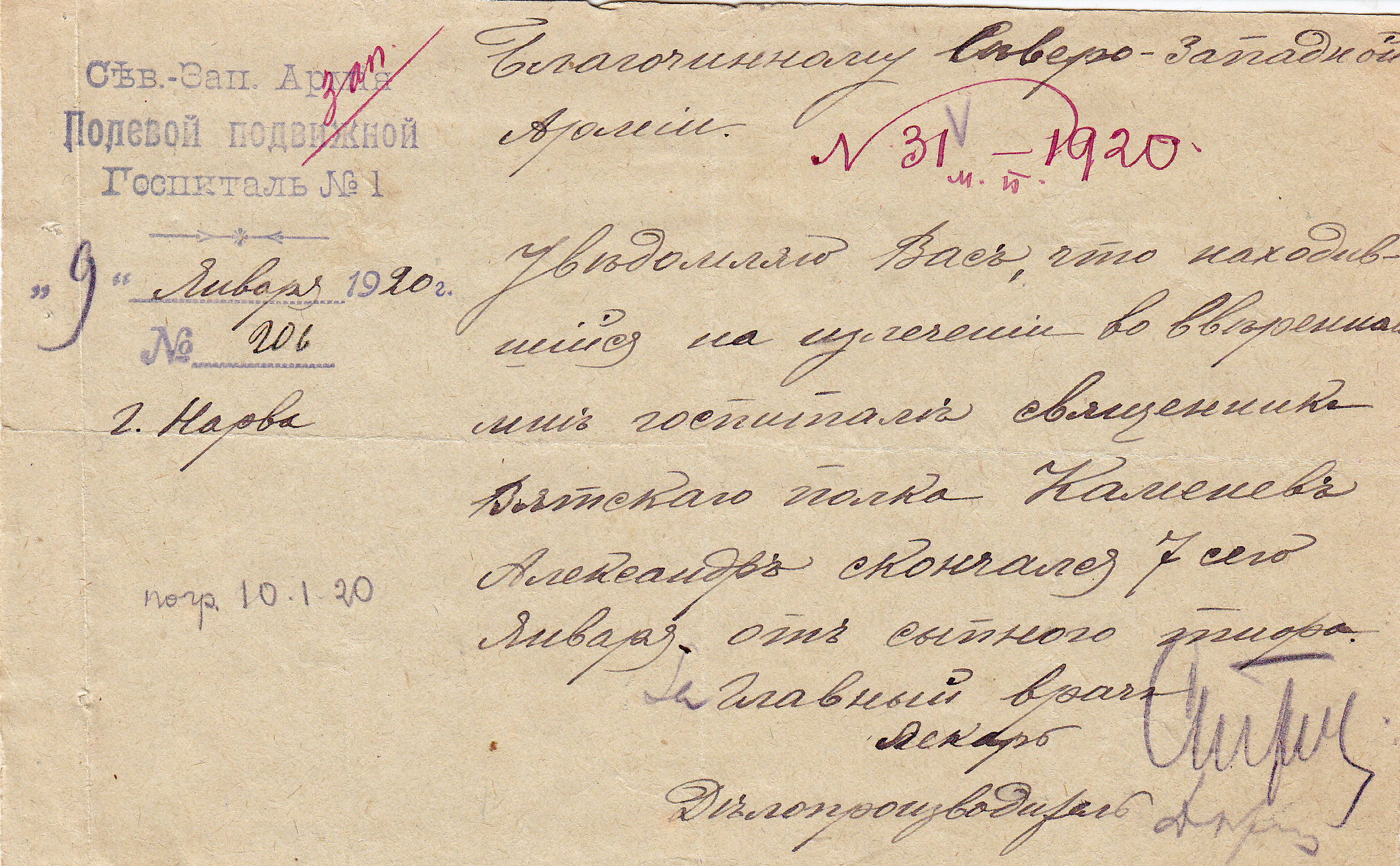
Свидетельство о смерти священника Вятского полка Александра Каменева 7 января 1920 года. СЗА, Полевой подвижной госпиталь № 1

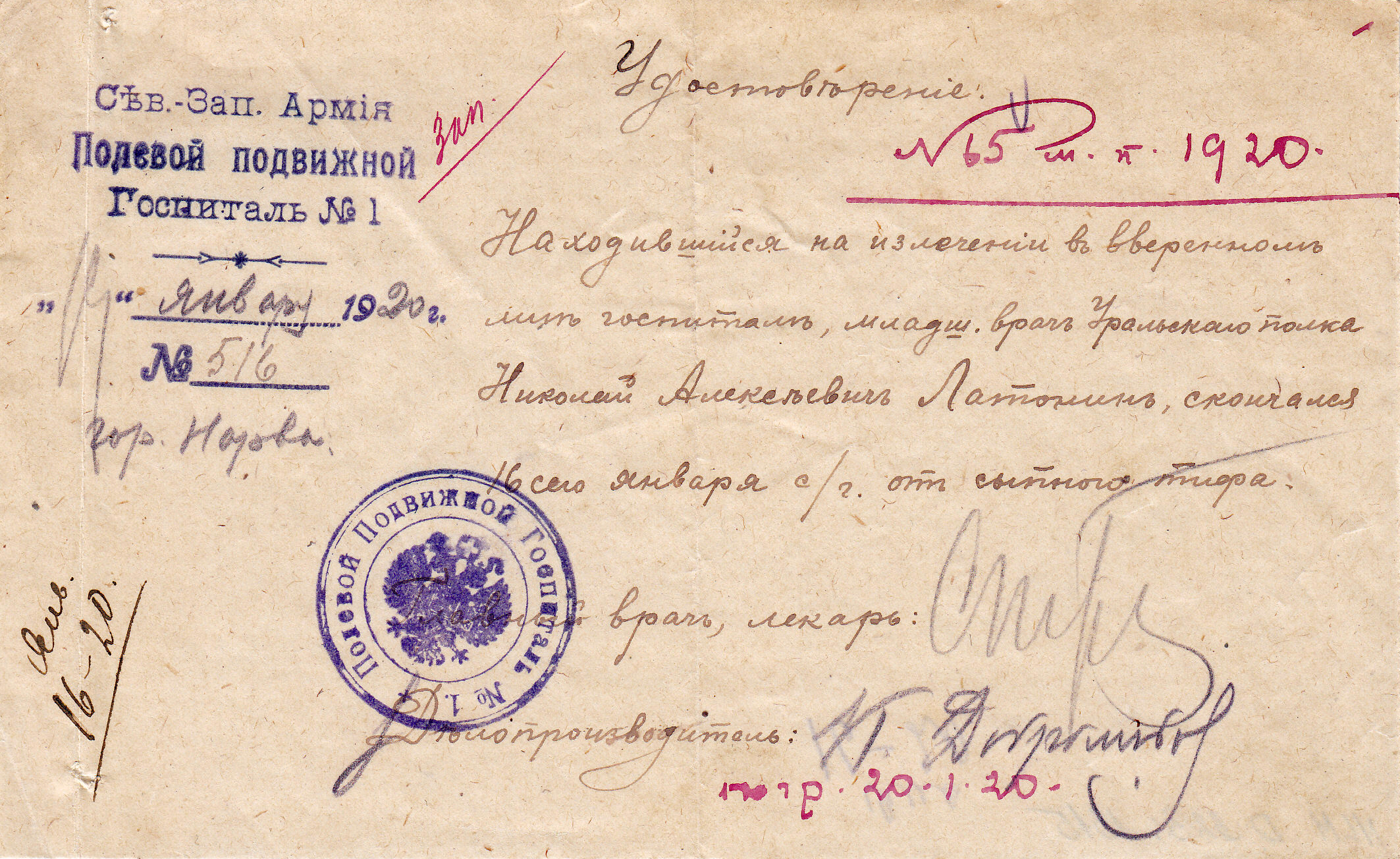
Свидетельство о смерти младшего врача Уральского полка Н.А. Латонина 16 января 1920 года. СЗА, Полевой подвижной госпиталь № 1

- Личного конвоя Главнокомандующего;
- 9-го Волынского полка;
- Конно-Егерского полка;
- Деникинского полка;
- 21-го Псковского полка, штаба, 2-го стрелкового корпуса;
- 7-го Уральского полка;
- 2-го Запасного полка;
- бронепоезда «Талабчанин»;
- 1-го Воздухоплавательного отряда;
- Конного полка генерала Булак-Балаховича;
- 1-го тяжелого артиллерийского дивизиона;
- Гдовского полка;
- Уральского полка, 3-й дивизии;
- 1-го Георгиевского полка;
- 12-го гренадерского Темницкого полка;
- Чудского полка;
- 53-го Волынского полка;
- 5-го Островского полка;
- Железнодорожного батальона;
- 11-го Вятского полка;
- 3-го Нарвского полка;
- 2-й Этапной роты.

Установлены имена 722 человек.

## Благоустройство кладбища и связанные с ним события

### 1930-е годы
Движение за сохранение памяти о павших в Эстонии воинах Северо-Западной армии возникло в среде русской общественности Нарвы в 1930-е годы. Оно нашло отклик как среди эмигрантов, так и у духовенства, поскольку судьба многих нарвитян была тесно связана с трагедией Северо-Западной армии. Русский эмигрант Никифоров-Волгин, погибший впоследствии в ГУЛАГе, в местной эстонской газете опубликовал статью «Исполните свой долг!». В память о подвиге северо-западников, ежегодно на кладбище в Сийвертси в День Святой Троицы, совершался соборный крестный ход из всех православных церквей города с панихидой и возложением цветов к памятнику. К концу 1930-х годов крестный ход, который возглавлял епископ Нарвский и Изборский Павел (Дмитровский), стал уже устоявшейся благочестивой традицией. Молитвенное поминовение воинов северо-западников было и признанием их отваги, и своеобразным покаянием, и актом веры.
На деньги, собранные по общественной инициативе, на братской могиле был установлен памятник, на котором имелась надпись: «Упокой, Господи, рабов Твоих воинов Северо-Западной армии, погибших от тифозного мора 1920 г. Их же имена Ты, Господи, веси».
Один из устроителей братской могилы СЗА и один из авторов проекта памятника — военный инженер Николай Васильевич Шевелёв (1877—1933), в 1919 году зачисленный в СЗА в чине полковника.

### 1980—1990-е годы
В конце 1980-х годов на кладбище северо-западников был заново насыпан курган и установлен трёхметровый металлический крест. Инициатор и руководитель строительства памятника — Алексей Павлович Николаев, диакон Нарвского Воскресенского Собора. Первоначальный крест был срезан злоумышленниками поздним вечером и увезён в неизвестном направлении. Следов и свидетелей до сих пор не обнаружено. В ходе первого этапа работ была произведена вырубка поросли, насыпан земляной курган, заложено основание памятника размером 6×6 метров. Стройматериалы (бордюрные плиты, песок, цемент, щебень) бесплатно предоставил депутат Нарвского городского собрания, директор фирмы «Teesiht» Дмитрий Чопчиц.
В работах по установке нового креста на месте захоронения принимали активное участие нарвитяне В. Остяков, В. Курков, Э. Шлюммер и другие. Активно участвовали в работе скауты под руководством М. Тинта и учащиеся Нарвской гуманитарной гимназии под руководством Ю. Афанасьева и Т. Теребиловой. Много сделали механизаторы В. Сафронов и Н. Заварзин. Активно помогал председатель объединения российских граждан Нарвы Юрий Мишин.
Судьба исторических некрополей Нарвы впервые стала предметом обсуждения на страницах местной прессы в 1990 году (статья Анатолия Пааля и Юри Тыниссона «Похоронить кладбище…», «Нарвский рабочий», N84 от 19 июля 1990 г.; отклики — в номерах от 7 и 9 августа 1990 г.).

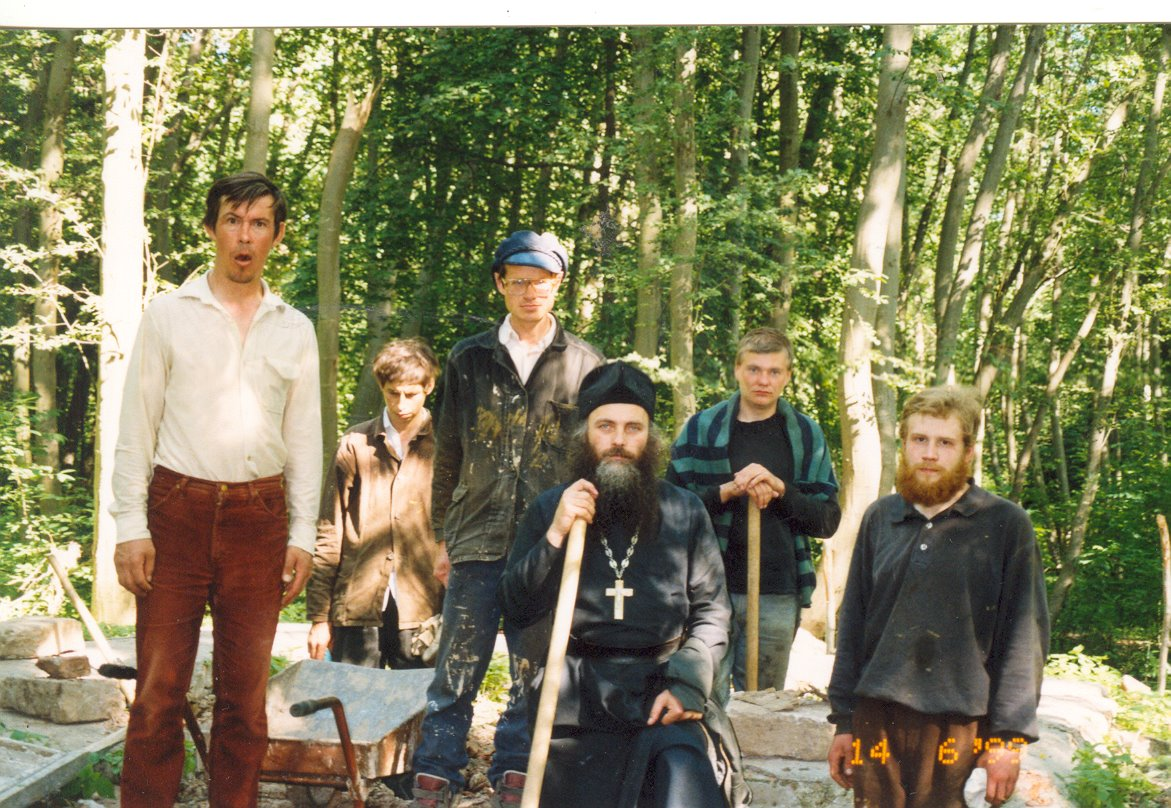
Протоиерей Сергий (Иванников) и жители Нарвы на благоустройстве Братского кладбища СЗА, июнь 1999 года

В 1991 году по благословению настоятеля Нарвского Воскресенского собора, игумена Сергия (Иванникова) продолжились работы по благоустройству на месте, где располагалось братское захоронение бойцов СЗА, военных беженцев и воинов Печорского 92-го пехотного полка.
В 1991—1994 годах, 11 сентября, крестные ходы от Воскресенского собора ходили с прихожанами к Кресту через весь город Нарва поминать воинов. Впоследствии ходить туда стали 9 мая и в другие дни. В крестных ходах на братскую могилу погибших воинов СЗА также участвовали члены военно-исторических клубов Санкт-Петербурга. На захоронениях служили священники Нарвского Воскресенского собора: настоятель игумен Сергия (Иванников) и протоиерей Алексий Самолдин.
Рядом с братским захоронением находится крест на могиле подполковника Михаила Ивановича Голенкина (1889—1920). В 1990-е годы был установлен крест на могиле Юрочки Дыдорова (1916—1919), сына Дыдорова, Климента Ивановича, начальника 5-й (Ливенской) дивизии в Северо-Западной армии. Крест установлен на средства дочери Дыдорова, проживающей в Сан-Паулу (Бразилия). Крест освятил настоятель Нарвского Воскресенского собора протоиерей Александр Пидвисоцкий.
В конце 1990-х годов начались работы по благоустройству кладбища Сийвертси, инициированные общественными и культурными организациями Эстонии, в частности Нарвским музеем и Эстонским обществом охраны памятников старины. Нарвская центральная библиотека при поддержке Общества библиотекарей Эстонии организовала исследовательский проект «Тропами памяти», в рамках которого наряду с приведением кладбищ в порядок наводились справки о захороненных на нём людях.

### 2000-е — 2010-е годы
С начала 2000-х годов стали осуществляться постоянные работы по благоустройству кладбища Северо-Западной армии и проводились мероприятия, посвящённые памяти павших воинов.
- 2002 год — Нарвское городское собрание поддержало обращение НКО «Эстонский военный мемориал» о выделении средств на благоустройство кладбища СЗА и выделило в 300 000 эстонских крон (19 230 евро) из городского бюджета.
- 2003 год

— на выделенные средства был сделан дренаж, отсыпан грунт, отреставрирован памятник, издан буклет, установлен указатель перед въездом на братское захоронение «Русское военное кладбище».
— 8 августа 2003 года по окончании работ по благоустройству состоялось торжественное открытие восстановленного кладбища, в котором приняли участие председатель городского собрания Нарвы Михаил Стальнухин, депутат Рийгикогу Эльдар Эфендиев, Митрополит Таллинский и Всея Эстонии Корнилий отслужил панихиду.

— Возобновлена традиция архиерейских служб на братском захоронении. Панихиды служит духовенство Нарвского Воскресенского собора. Первую панихиду на Дмитриевскую субботу отслужили в октябре.

— 26 октября на фасаде дома в Нарве, где располагался штаб СЗА и редакция газеты «Приневский край», НКО «Эстонский военный мемориал» установило мемориальную доску Александру Ивановичу Куприну, который редактировал несколько номеров «Приневского края». Из средств городского бюджета Нарвы выполнен проект «Детальная планировка старого кладбища Сийвертси», частью которого является братское захоронение воинов Северо-Западной армии.
- 2004 год — детальная планировка старого кладбища Сийвертси, на котором обозначен участок «Братское захоронение Северо-Западной армии 1919—1920» утверждена Нарвским городским собранием.
- 2005 год

— в октябре памятник поручику Георгию Сергеевичу Покровскому был установлен на бетонный постамент и частично отреставрирован.
— 11 сентября по благословению настоятеля Нарвского Воскресенского собора протоиерея Николая Терентьева возобновлена традиция службы на братском захоронении СЗА в День Усекновения главы Предтечи и Крестителя Господня Иоанна. В этот день Русской православной церковью (РПЦ) установлен строгий пост, чтобы достойно прославить великого постника и пустынника. РПЦ установила совершать в этот день поминовение «православных воинов, за Веру и Отечество на поле брани убиенных» со второй половины XVIII века.

— С октября духовенство Воскресенского собора служит панихиды на кладбище СЗА в Дмитриевскую субботу. Наряду с молебном у братской могилы служба проходит и у памятника Г. С. Покровскому.
- 2006 год

— Департамент городского хозяйства и имущества Нарвы выдал НКО «Эстонский военный мемориал» разрешение на установку трёх гранитных плит размером 2000×1000×180мм, которые были изготовлены в Кировске на личные средства главного редактора интернет-портала www.dk1868.ru, жителя Москвы Александра Макарова. На гранитных плитах высечены имена воинов СЗА, погибших под Нарвой в период 1919—1920 гг.
— Духовенство, служители, прихожане Нарвского Воскресенского собора и сотрудники НКО «Эстонский военный мемориал» после установки плит провели на кладбище субботник: вырубили поросль, покосили траву, углубили дренажную канаву. В добровольной уборке кладбища приняли участие правнуки Смирнова, инициатор установки плит москвич Александр Макаров, представители Генерального Консульства Российской Федерации в Нарве. Плиты были освящены митрополитом Таллинским и Всея Эстонии Корнилием.
- 2007 год — на основания разрешения Департамента городского хозяйства и имущества, выданного организации «Эстонский военный мемориал», были установлены ещё три мемориальные плиты. Итого на шести плитах высечены имена 722 человек, установленные в ходе многолетней работы в архивах исследователями Гражданской войны Ильёй Поповым («Санкт-Петербургские Епархиальные ведомости», Санкт-Петербург), Юрием Мальцевым (Эстония, Таллин), Сергеем Зириным (Кингисепп, Россия).

— В № 7 за 2007 год в журнале «Посев» вышла статья про братское захоронение воинов СЗА и беженцев, захороненных на Сийвертском кладбище в Нарве.

— В здании Нарвской ратуши и в здании Эстонской лютеранской церкви (ЭЕЛЦ) НКО «Эстонский военный мемориал» организовал выставку «Забытая армия». Макет стендов составил Александр Макаров (Москва), печать стендов «Эстонский военный мемориал» выполнил на собственные средства, помещение в ратуше для выставки бесплатно выделила Нарвская городская управа, пастор Виллу Юрьё (ЭЕЛЦ) предоставил помещение для выставки в здании, принадлежащем Церкви.

— В газете «Виру проспект» (Нарва) была опубликована статья об Александре Макарове «Москвич, участвующий в восстановлении кладбища под Нарвой».

- 2008 год

Братское кладбище СЗА. Выполнение опалубки, 2008 год

— В январе председатель НКО «Эстонский военный мемориал» Андрес Вальме проинформировал о работах, ведущихся на кладбище СЗА в Нарве, министра обороны Эстонии Яака Авиксоо и члена Рийгикогу и председателя партии Союз Отечества и Res Publica историка Марта Лаара. При встрече был поднят вопрос о практике реализации Закона о воинских захоронениях в Эстонии. Эстонская строительная фирма «Amatti ehitus» на собственные средства реконструировала монумент. Вокруг шести гранитных плит на площади 36 кв. метров была уложена декоративная плитка и отлит бетонный бордюр. На участке Печорского 92-го пехотного полка предприятием «Betoonporandad OÜ» за свои средства отсыпана щебёнкой дорожка 50×1,5 м.
— В октябре, после завершения очередного этапа работ по благоустройству кладбища была проведена панихида. Организаторы пригласили на мероприятие государственного чиновника с надеждой создать реестр эстонских военных захоронений.
- 2009 год

— 24 февраля, в день празднования 90-летия независимости Эстонии, захоронение воинов СЗА впервые во время торжественного парада посетил министр обороны Эстонии Яак Аавиксоо. Воинам Северо-Западной армии впервые за всю истории Эстонии с 1991 года были отданы воинские почести, и министр обороны Эстонии возложил венок на братскую могилу.
— Летом кладбище посетил Лазарь, епископ Нарвский, викарий Таллинской епархии.

— 23—24 октября в Нарве прошёл семинар, посвящённый 90-й годовщине операции «Белый меч». В семинаре приняли участие представители военно-исторического клуба «Солдаты Отечества» из Санкт-Петербурга Фёдор Рагин и Валерий Кругликов, из Москвы — военно-исторический клуб «ВИК 17-й Либавский полк» в лице Михаила Блинова и Сергея Горожанина, из Тарту — исследователь Гражданской войны Роман Абисогомян, из Таллина — первый секретарь Посольства России в Эстонии Павел Лилленурм. Он же является руководителем Ливенского объединения, которое занимается изучением и реконструкцией 17-го Стрелкового Светлейшего Князя Ливена полка.
- 2010 год

— 8 января в Нарве состоялась презентация фильма «Юденич. Рыцари тернового венца». После молебна на Ивангородском кладбище и просмотра фильма гости посетили кладбище СЗА в Нарве.
— 22 января, в день 90-летия подписания приказа о расформировании СЗА, в Нарвском Воскресенском соборе отслужена панихида о всех воинах Северо-Западной армии. По просьбе Председателя НКО «Эстонский военный мемориал» Андреса Вальме, панихиды также были отслужены в Успенской церкви Ивангородской крепости (Россия), в Таллине на могиле воинов СЗА (Эстония), в Знаменской церкви Парижа, в Николаевском Соборе Ниццы во Франции. По нарвскому телеканалу показан фильм «Юденич. Рыцари тернового венца». Отец Василий Куприянов отслужил молебен на могиле воинов СЗА. Перед панихидой на кладбище протоиерей Василий Куприянов и протодиакон Нарвского Воскресенского собора Андрей Килин помянули всех 722 воинов северо-западников, имена которых высечены на могильных плитах. Хор Нарвского Воскресенского собора пропел поминальный чин.

— 15 ноября по благословению митрополита Таллинского и всея Эстонии Корнилия на кладбище Сийверсти состоялась установка и освящение плиты в память православных священников Северо-Западной армии, скончавшихся во время эпидемии тифа 1919—1920 гг. на северо-востоке Эстонии и в Ивангороде.
- 2011 год — установлен мостик, соединяющий захоронения 92-го Печорского полка и Северо-Западной армии. Установлена мемориальная плита с именами похороненных на кладбище баронов Штакельбергов (Лилленбахов).
- 2012 год — 22 мая состоялась презентация книги Игоря Лыкова «92 пехотный Печорский полк и его участие в Первой мировой войне», участники презентации приняли участие в благоустройстве воинского захоронения.

— В октябре Мемориально-просветительский и историко-культурный центр «Белое дело» (Санкт-Петербург) передал в дар НКО «Эстонский военный мемориал» профессиональный триммер для ухода за территорией кладбища.
- 2013 год

— 24 февраля, в День независимости Эстонии, состоялось возложение венков, в котором приняли участие председатель Нарвского городского собрания Александр Ефимов, директор Нарвского колледжа Тартуского университета Катри Райк, председатель Объединения гидов Нарвы Елена Вальме, представители общественных организаций. Также был возложен венок от общественных организаций России.
— В сентябре Генеральным консульством России были продолжены работы по благоустройству мемориала. Засыпаны воронки, реновированы дорожки. 28 сентября на кладбище представители общественности города Нарвы и гости из России почтили память генерала Николая Николаевича Юденича, были возложены цветы и венок от патриотических организаций России.
- 2014 год — Генеральным консульством России были продолжены работы по благоустройству мемориала. 110 погонных метров внутренней дорожки посыпана гранитной крошкой и облицованы тротуарным камнем. Реставрирован и установлен 21 чугунный могильный крест, найденный военно-историческим клубом «Камерад» на территории кладбища Сийвертси[10].
- 2015 год — 12 февраля, к 95-годовщине гибели российских воинов и беженцев, почтить их память на Русское военное кладбище под Нарвой приезжали представители дипломатического корпуса Российской Федерации. В составе делегации — работники Посольства РФ в Эстонии и дипломаты Генерального консульства России в Нарве. Посольство представляли советник-посланник Станислав Борисович Макаренко и советник Василий Александрович Попов, Генеральное консульство — управляющий консульством Любовь Сергеевна Забиняк, консул-советник Александр Николаевич Ерохин и атташе консульства Соломатин Владимир Александрович. Поминальную молитву совершил протоиерей Сергий Львов, священник храма Святого Равноапостольного князя Владимира из Нарва-Йыэсуу[11].

## Галерея

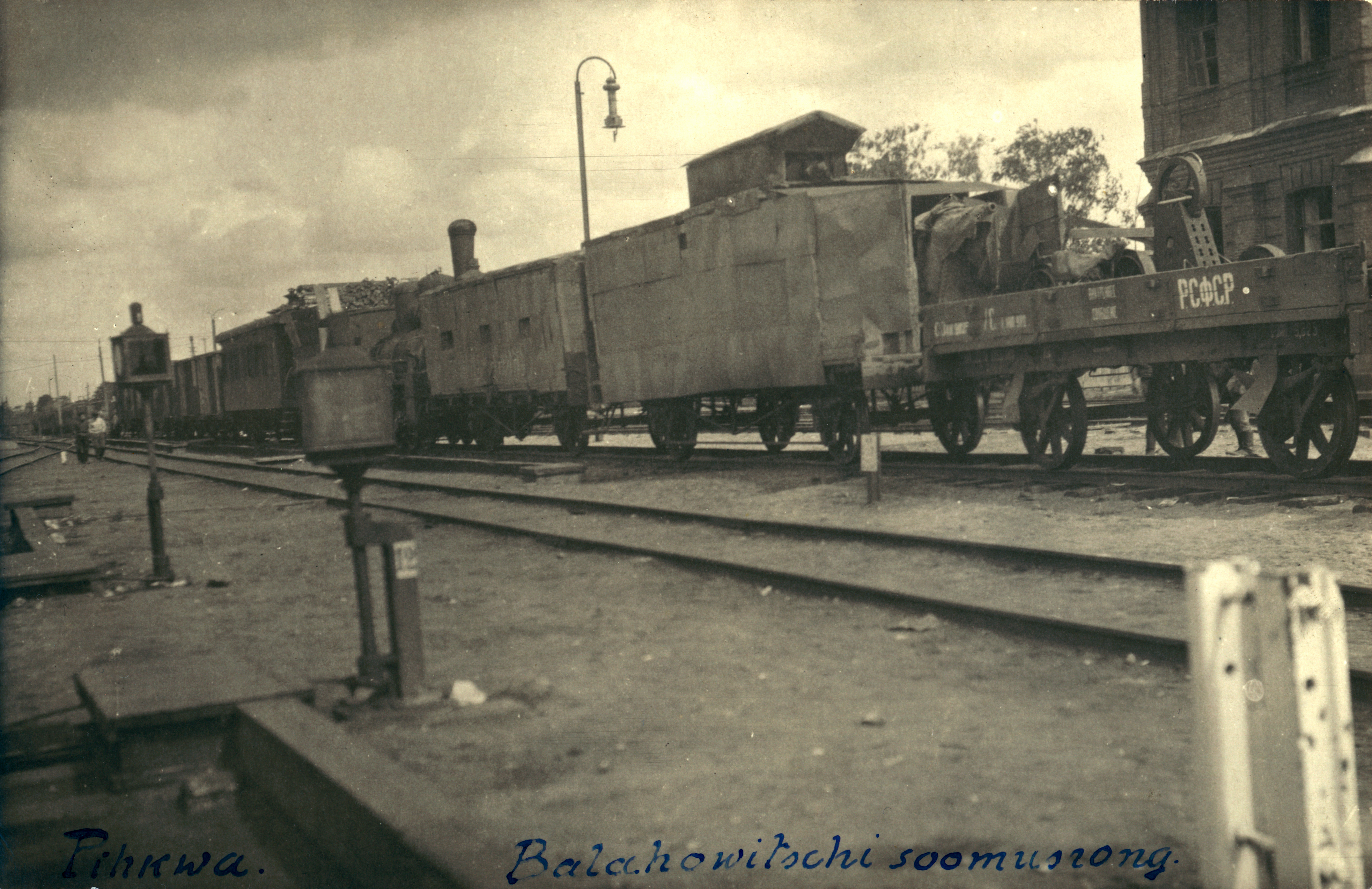
Броневик Северо-Западной армии «Талабчанин» в Пскове, прим. 1919 год
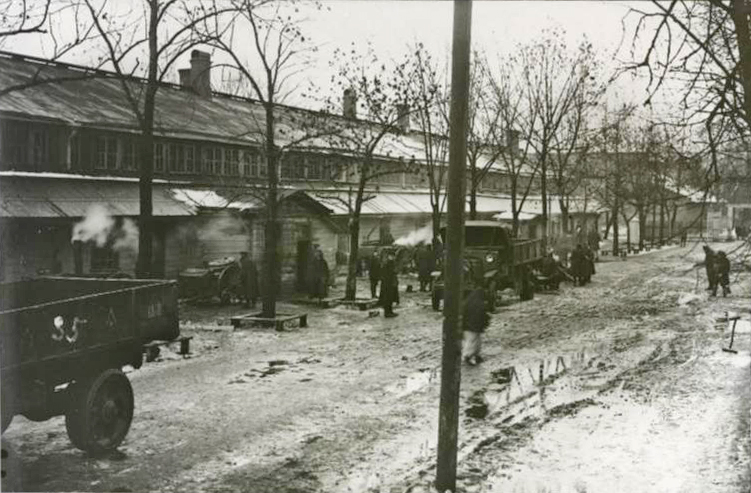
Бараки Нарвской суконной фабрики, приют для больных тифом воинов СЗА в Нарве. Грузовики в ожидании выноса тел умерших, январь 1920 года
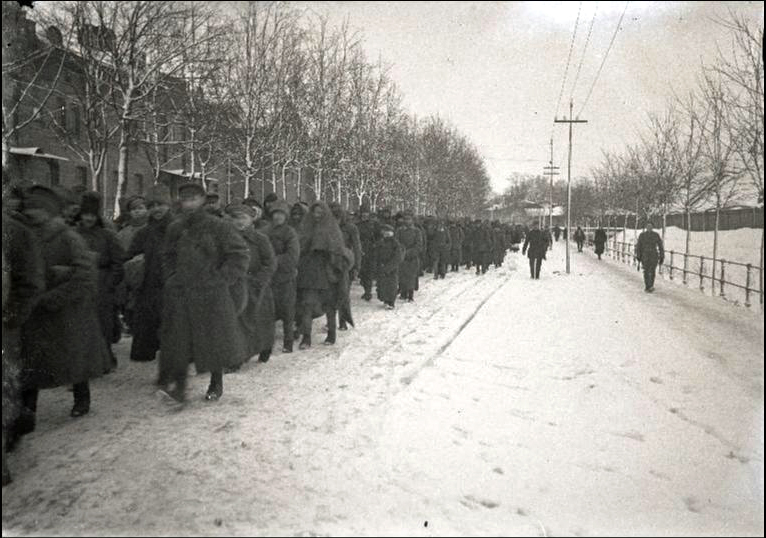
Уход интернированных воинов СЗА из Эстонии в Россию, февраль 1920 года
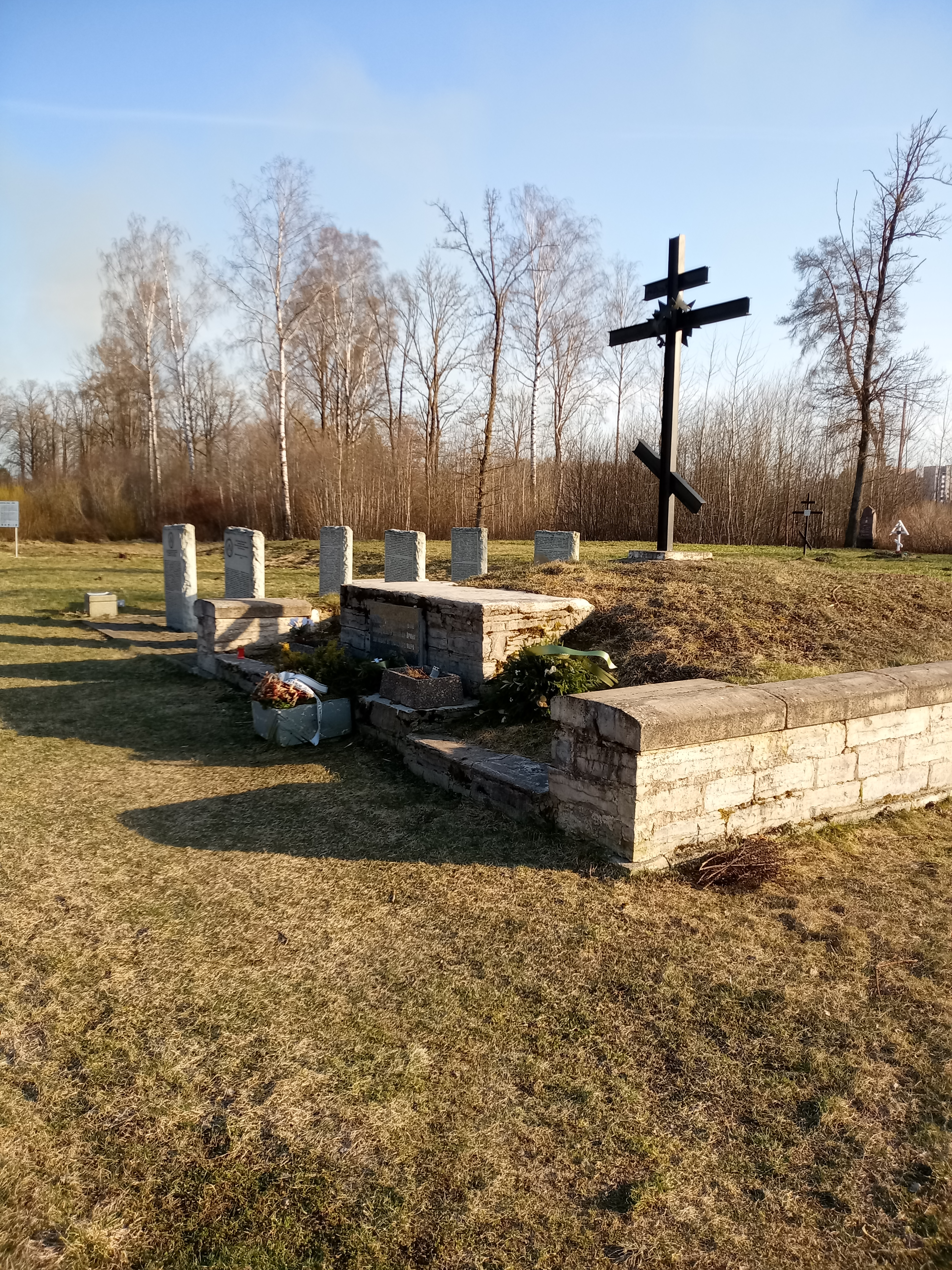
Памятник на Братском кладбище СЗА в Сийвертси
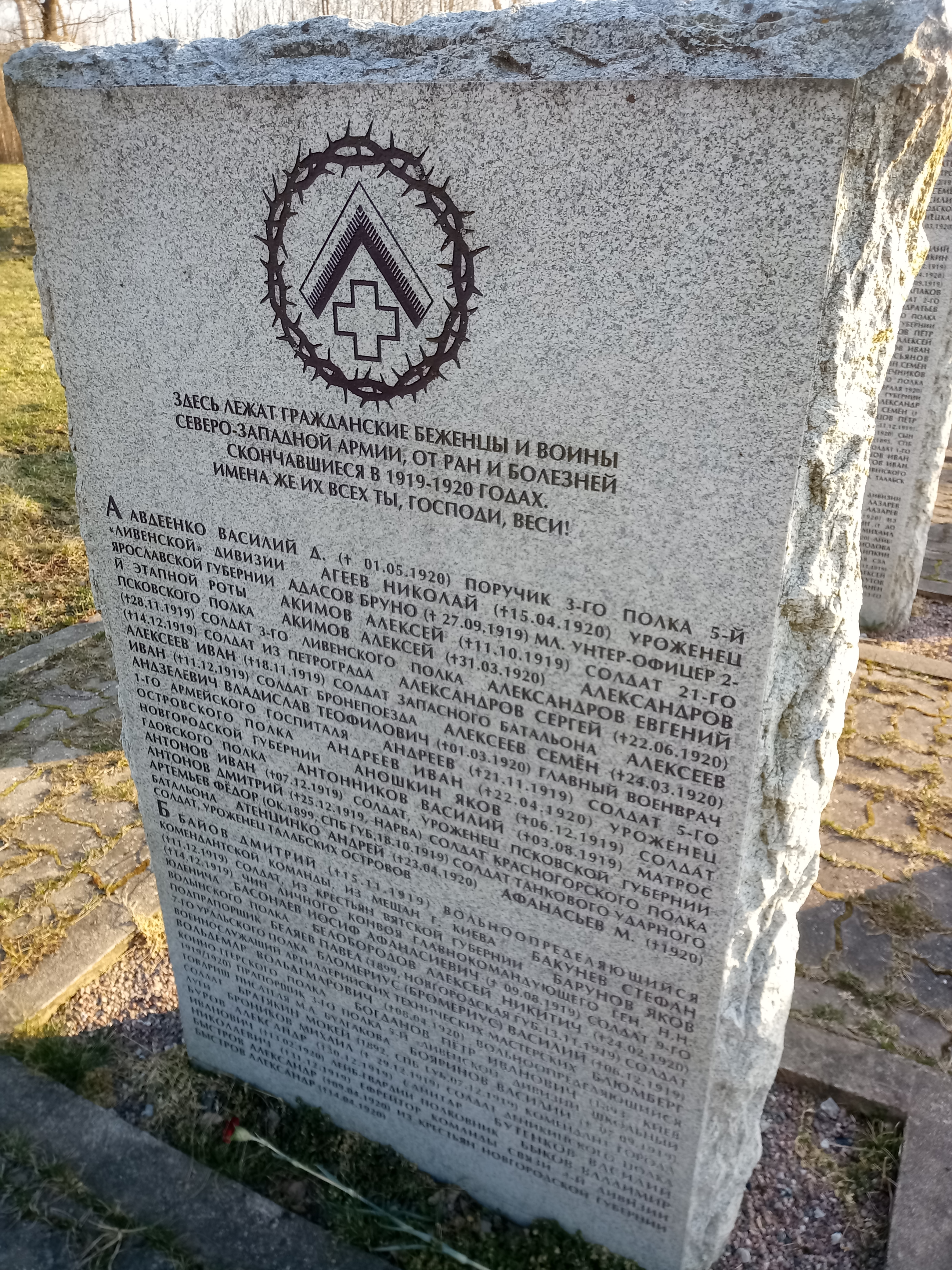
Памятная плита на Братском кладбище СЗА в Сийвертси

## Списки похороненных
- Метрические книги Нарвского Кренгольмского прихода Эстонской евангелическо-лютеранской церкви  (рус.)
- Воины Северо-Западной армии (СЗА) и русские беженцы, похороненные на Сиверсгаузенском Военно-Покровском кладбище в Нарве Архивная копия от 7 июня 2010 на Wayback Machine